# Platamops vlttatus
Platamops vlttatus is een keversoort uit de familie spitshalskevers (Silvanidae). De wetenschappelijke naam van de soort werd in 1878 gepubliceerd door Edmund Reitter.